# Avenida Calle 19
La avenida Calle 19, también conocida como avenida Ciudad de Lima, es una vía arterial del centro de Bogotá, la capital de Colombia. Recorre la ciudad de oriente a occidente, conectando el centro con el sector de Corferias y la Avenida de Las Américas, facilitando el acceso al occidente de la ciudad.

## Nomenclatura
En el sistema vial de Bogotá, las calles se orientan de oriente a occidente y las carreras de norte a sur. Además de su denominación numérica, la avenida Calle 19 recibe el nombre oficial de avenida Ciudad de Lima, en honor a la capital de Perú. Esta doble denominación facilita la orientación para quienes no están familiarizados con el sistema numérico.
Originalmente, esta vía se llamaba avenida Pedro León Trabuchi, en homenaje a un sacerdote responsable de la parroquia San Gregorio Magno, ubicada sobre la avenida, a la altura de la Avenida NQS.

## Historia
A comienzos del siglo XX, la calle tenía un ancho de 8 metros y se extendía desde la carrera 5 hasta la carrera 13. Con motivo de la visita del papa Pablo VI en 1968, fue ampliada e inaugurada oficialmente con dos calzadas.
En 1974, para prolongar la avenida hacia el occidente, el Instituto de Desarrollo Urbano (IDU) trasladó 28 metros al sur el edificio Cudecom, donde funcionaba el extinto Instituto de Seguros Sociales. El edificio, de ocho pisos, fue movido bajo la dirección del arquitecto Antonio Páez Restrepo, quien empleó una estructura móvil de 1.000 toneladas con rodillos de acero, siete gatos hidráulicos y un equipo de 400 personas. 
La movilización, a razón de 20 centímetros por minuto, duró aproximadamente nueve horas, mientras que los trabajos previos para instalar el sistema de gatos hidráulicos y palancas se realizaron en diez días. La obra completa tomó cerca de un año y se convirtió en un espectáculo para los bogotanos, que acudieron durante meses a observar el desplazamiento. Esta hazaña de ingeniería permaneció cerca de 30 años en el libro de los Récords Guinness, hasta que fue superada por otra en China en 2004. Por este trabajo, Páez Restrepo recibió el Premio Nacional de Ingeniería de Colombia. Actualmente, el edificio sigue en pie en una esquina de la intersección con la Avenida Caracas.
El 23 de noviembre de 2019, durante las protestas en Colombia de 2019-2020, el joven Dilan Cruz, de 18 años, fue herido en la cabeza por un proyectil del Escuadrón Móvil Antidisturbios (ESMAD) en la intersección de la avenida con la carrera 4. Falleció dos días después en el Hospital San Ignacio. El hecho generó manifestaciones en varias ciudades del país. La Procuraduría sancionó al capitán del ESMAD responsable con una multa superior a 14 millones de pesos, sin que se estableciera intención de homicidio.

## Trazado y clasificación vial
La vía inicia en la iglesia de Las Aguas, en la carrera 3 con calle 19, recorre el barrio Las Nieves, donde se encuentra el edificio BD Bacatá, pasa por Paloquemao y cruza la NQS junto al Mallplaza NQS. Termina en la Avenida de Las Américas, en la carrera 40.
Es considerada vía arterial principal, con dos calzadas de tres carriles cada una. Entre la Avenida Caracas y la Avenida NQS cuenta con carriles preferenciales para buses del SITP. Dispone de andenes amplios y señalización moderna. En 2019 el IDU rehabilitó su pavimento.

## Vías y cruces principales

### Santa Fe
- Carrera 3
- Carrera 5
- Carrera Séptima
- Carrera Décima

### Los Mártires
- Carrera 13
- Avenida Caracas
- Carrera 22
- Avenida Carrera 27
- Avenida NQS

### Puente Aranda
- Carrera 36
- Avenida de Las Américas

## Futuro

### Planes de desarrollo urbano
El Plan Urbano del Centro Ampliado contempla intervenciones entre la avenida Calle 13 y la avenida Calle 19, integrando espacio público, infraestructura y uso del suelo.

### Obras delMetro de Bogotá
La construcción de la Línea 1 del Metro de Bogotá ha implicado ajustes en la estación Calle 19 de TransMilenio, que se integrará al nuevo sistema.

## Transporte publico

### Rutas zonales y alimentadores delSITP
Desde 2021, el Sistema Integrado de Transporte Público (SITP) implementó una nueva nomenclatura para las rutas zonales (excepto las rutas alimentadoras), armonizándola con la utilizada en las troncales de TransMilenio. En este esquema, la letra inicial indica la zona de destino del bus, mientras que los números subsiguientes identifican la ruta específica.
Sin embargo, durante el período de transición, algunas rutas continuaron operando bajo la nomenclatura anterior.
| C127 Fontanar del Río | D215 Bachue                 | H704 El Uval                        | K307 El Recodo L307 La Castaña          |
| H618 Santo Domingo    | C129 Bilbao                 | C124 Bilbao                         | A706 San Diego                          |
| L815 Villa del Cerro  | H702 El Uval A702 El Guavio | K325 Fontibón Brisas K325 El Dorado | F422 Patio Bonito L422 Laches El Dorado |
| L602 Los Laches       | L519 Los Laches             | H617 Perdomo                        | K324 Refugio                            |
| K336 Puente Grande HB | G501 Bosa San José          |                                     |                                         |

| SE14 Engativa Centro       | 99 Bosa San José                                     | C135 Bosa San José | 120 Egipto       |
| 7 Palmitas 7 Consuelo      | 7 Parque Bellavista [Nocturno] 7 Consuelo [Nocturno] | 97 Galerías        | 128 Villa Gladys |
| 359 Zona Industrial Álamos | 688 La Magdalena                                     |                    |                  |

## Sitios importantes
- Iglesia de Las Aguas
- Cinemateca Distrital
- Edificio Fenalco
- BD Bacatá
- Plaza de Paloquemao
- Centro comercial Mallplaza NQS
- Iglesia San Gregorio Magno
- Estaciones de TransMilenio: Las Aguas - Centro Colombo Americano, Universidades - CityU, Las Nieves, Calle 19 y Paloquemao

## Galería

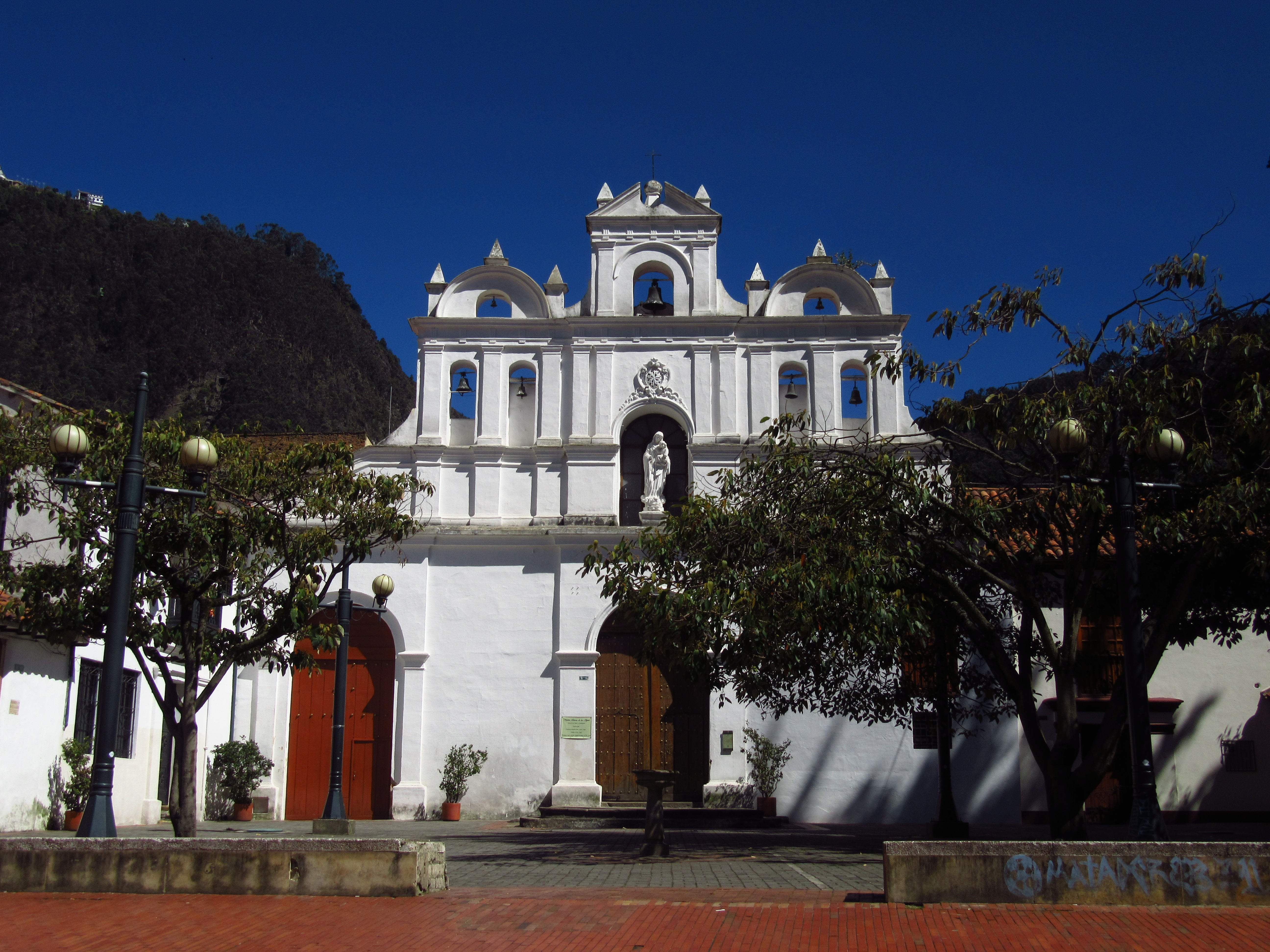
Iglesia de Las Aguas
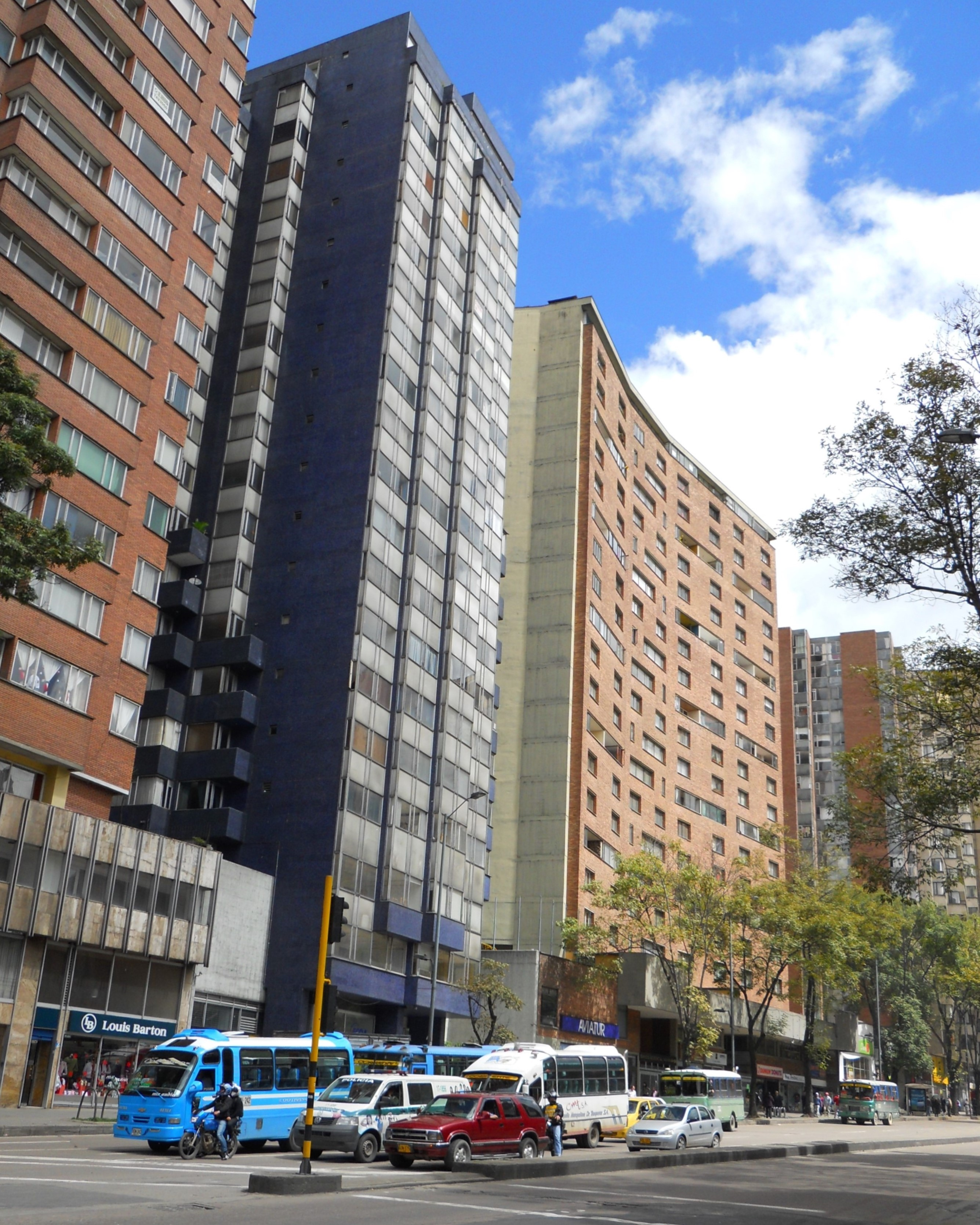
Edificios hacia la carrera 5
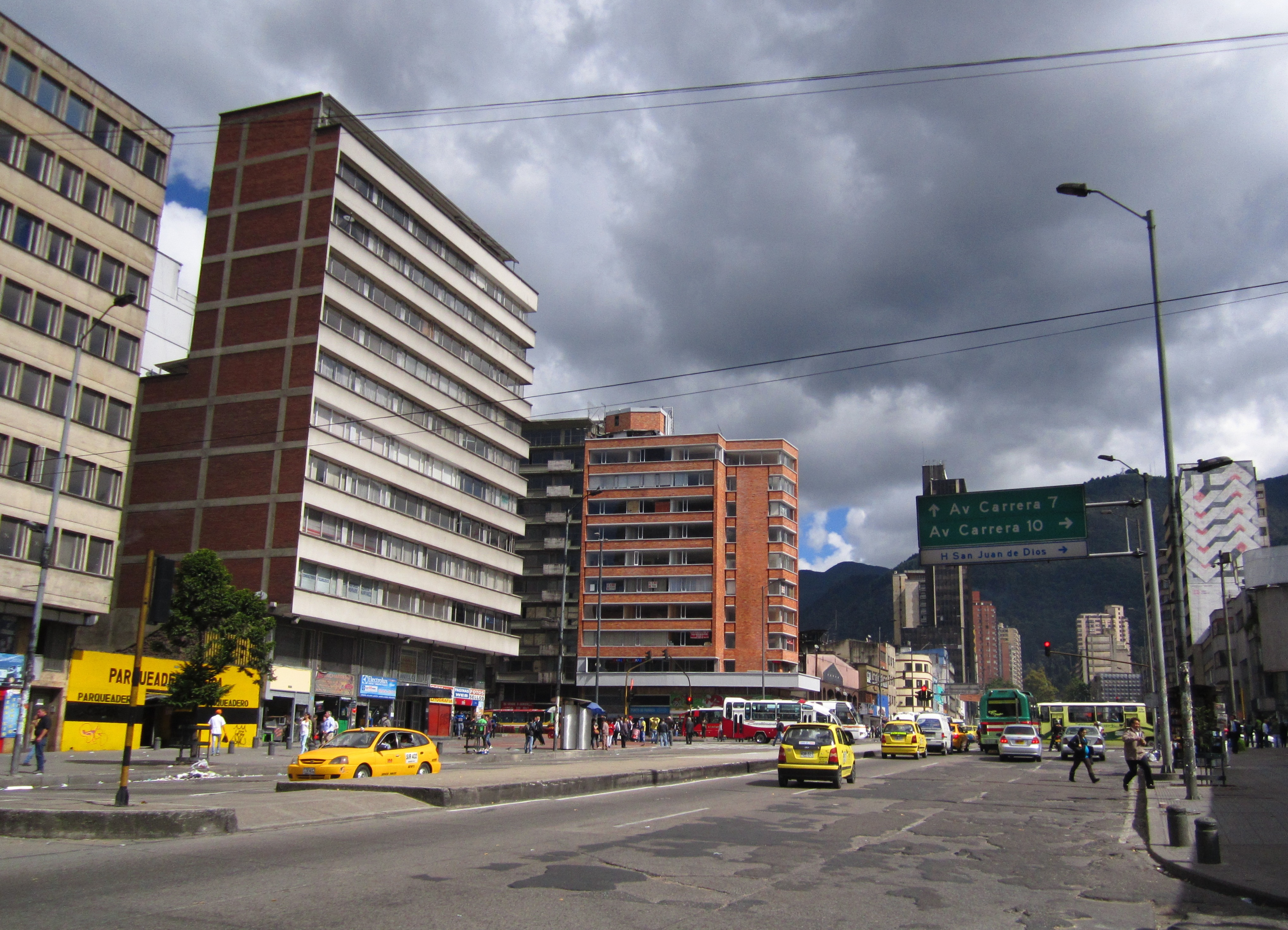
Avenida Ciudad de Lima hacia la calle 12
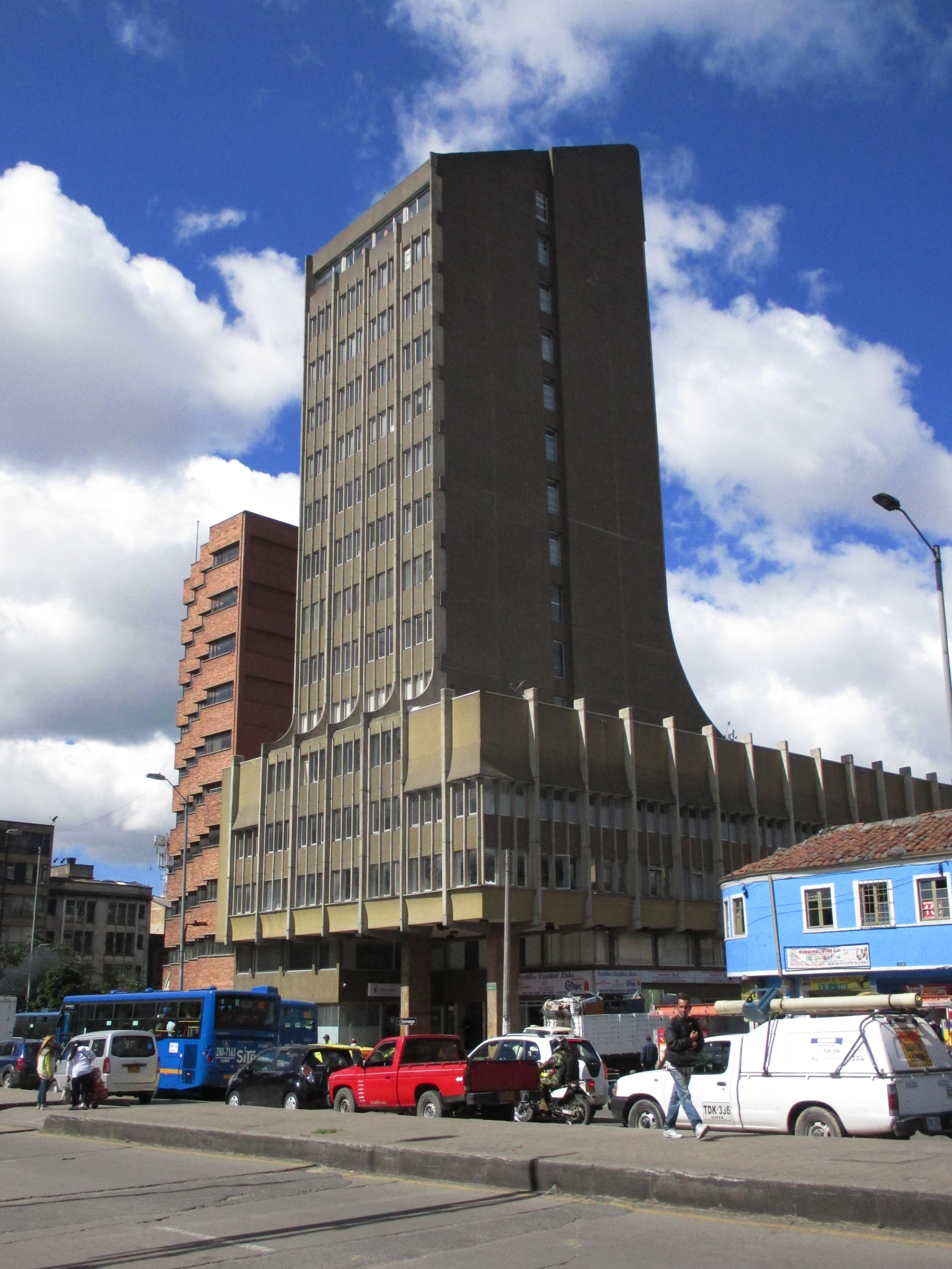
Edificio hacia la avenida Caracas
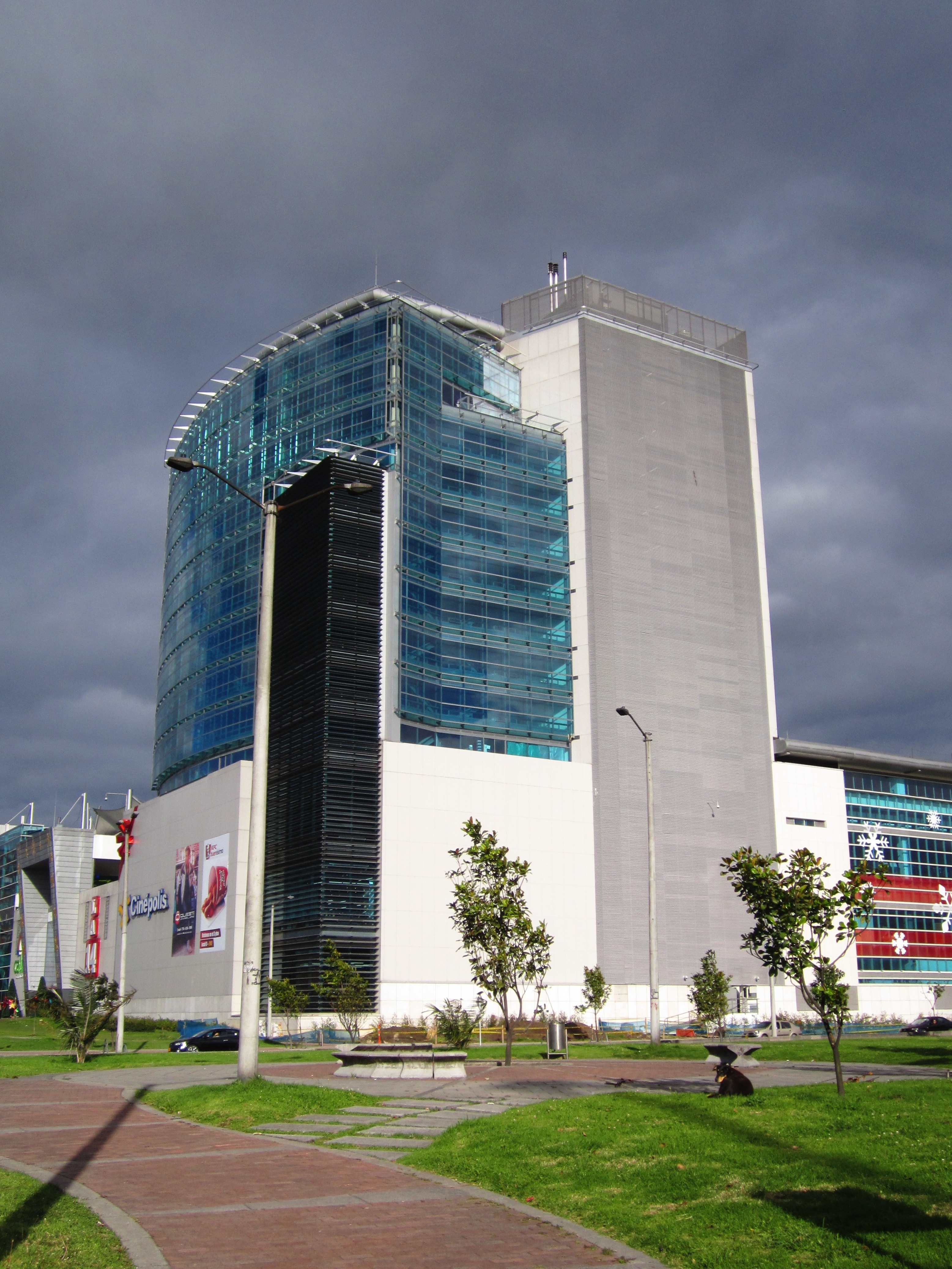
Centro comercial Mallplaza NQS